# Замок Пюимартен
Замок Пюимарте́н (фр. Château de Puymartin) — средневековый замок, расположенный на территории коммуны Марке в департаменте Дордонь региона Новая Аквитания (Франция).
Внесён в список исторических памятников Франции.

## История
Строительство замка началось в 1270 году. На протяжении семи столетий он неоднократно разрушался и восстанавливался; в течение пяти веков принадлежал одной и той же семье, чья фамилия менялась в результате браков — Сен-Клер, Плейне, Роффиньяк де Марзак, (Роффиньяк) Карбонье де Марзак и Шерад де Монброн.
Во время Столетней войны замок находился на пограничной территории и в 1358 году был захвачен англичанами. Менее чем через 100 лет, после подписания мирного договора, его выкупили консулы Сарла-ла-Канеда, и он вновь стал принадлежать Франции. За это время замок сильно пострадал в результате многочисленных осад и штурмов — ворота и подъёмные мосты были вырваны с корнем, крыши разрушены и сожжены.
В 1450 году замок купил Радульф де Сен-Клер. Он отстроил замок, увеличив его в размерах, добавив внешние архитектурные элементы и отделав внутренние покои.
В XVI веке, во время Религиозных войн, Раймонд де Сен-Клер боролся с протестантами. Под именем «Капитан Пюимартен» он заставил гугенотов покинуть Сарла-ла-Канеду.
В XVII веке Жан де Сен-Клер и его сестра Сюзанна на протяжении 40 лет оспаривали права на владение замком. В конце концов наследницей осталась Сюзанна.
Во время Французской революции владелец замка Франсуа Роффиньяк де Карбонье де Марзак был заключён в тюрьму, сам замок пришёл в упадок.
В XIX веке замок унаследовал Марк Роффиньяк де Карбонье, маркиз де Марзак, прадед нынешнего владельца замка. К 1890 году он восстановил замок в неоготическом стиле за счёт приданого своей жены, потратив около 1 миллиона франков золотом (около 3 миллионов евро). Единственная дочь маркиза в 1920 году вышла замуж за графа Жака де Монброн.
Указом от 6 декабря 1948 года замок был включен в список исторических памятников Франции.
В 2003 году, после смерти графа Анри де Шерад де Монброн, замок перешел в наследство его жене и детям.

## Посещение
Замок открыт для посещений с июня по ноябрь. Экскурсии проводятся на французском и английском языках; есть буклеты на русском языке.
- Ночные экскурсии по пятницам: 21:00 и 23:00.
- Июль-август, по вторникам: ужин в замке в сопровождении светомузыкального шоу (необходима предварительная резервация по телефону).
- Неподалёку от замка находится пещера Пюимартен с изображениями лошадей эпохи палеолита (в частной собственности).

#### Билеты
- Взрослые — 8 €
- Дети (6—12 лет) — 4 €
- Школьники и студенты — 6 €
- Группы: школьники — 4 €, студенты — 5 €